# Мельчор Коб Кастро
Мельчор де Лос-Анджелес Коб Кастро (ісп. Melchor de los Ángeles Cob Castro; 18 квітня 1968, Кампече) — мексиканський професійний боксер, чемпіон світу за версіями WBC (1991) і WBO (1997 — 1998) у першій найлегшій вазі.

## Професіональна кар'єра
25 березня 1991 року боксував проти чемпіона світу за версією WBC у першій найлегшій вазі Роландо Паскуа (Філіппіни) і переміг нокаутом, проте втратив цей титул у своєму першому захисті в червні того ж року, програвши Умберто Гонсалесу (Мексика) одностайним рішенням суддів.
7 грудня 1992 року вийшов вдруге проти Умберто Гонсалеса і знов програв одностайним рішенням.
16 березня 1996 року вийшов на бій за вакантний титул чемпіона за версією IBF у першій найлегшій вазі проти Майкла Карбахала (США) і програв одностайним рішенням.
25 серпня 1997 року переміг одностайним рішенням суддів співвітчизника Хесуса Чонга і відібрав титул чемпіона світу за версією WBO у першій найлегшій вазі. Втратив його в наступному бою 17 січня 1998 року, програвши Хуану Домінго Кордоба (Аргентина).
3 травня 2003 року вийшов на бій проти чемпіона світу за версією WBC у першій найлегшій вазі Хорхе Арсе (Мексика) і зазнав поразки в шостому раунді технічним рішенням. Зустрівшись з Хорхе Арсе вдруге 24 квітня 2004 року, програв нокаутом в п'ятому раунді.